# Morfológia (biológia)

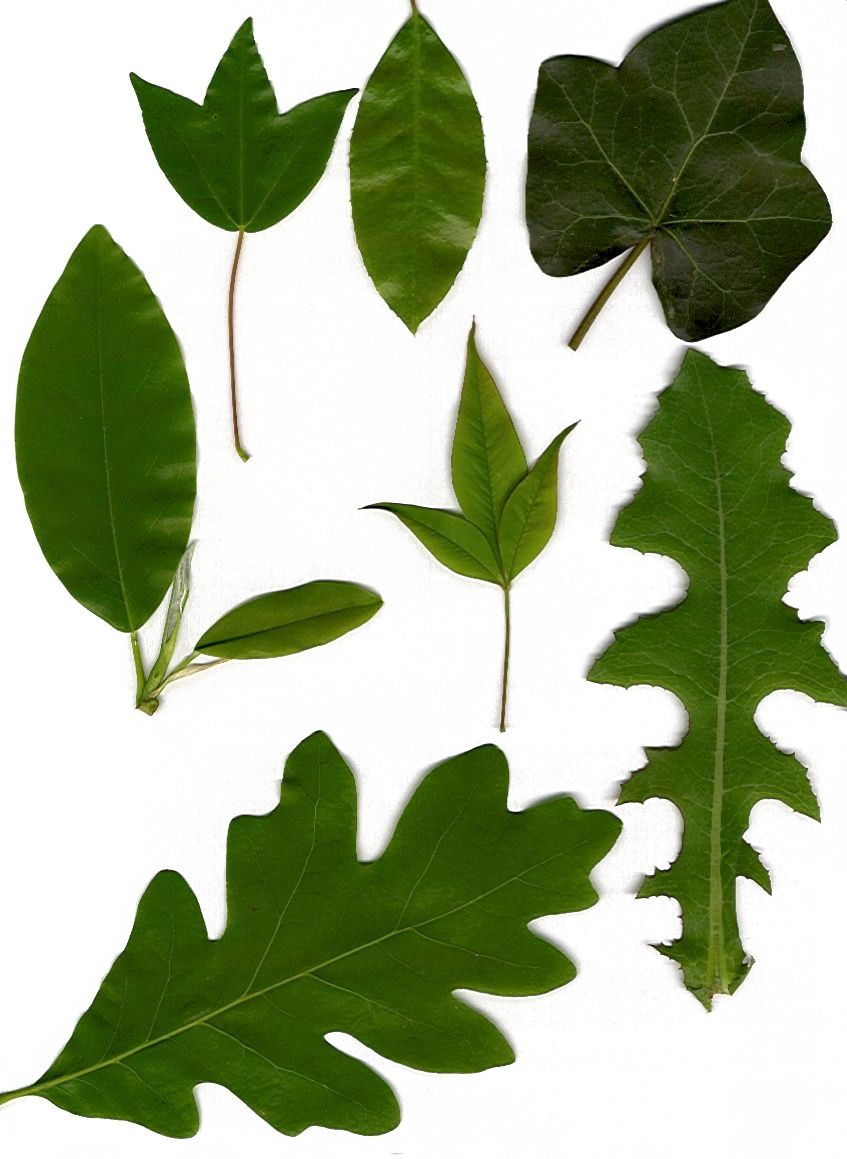
A külső növénymorfológia feladatai közé tartozik többek közt a növényi szervek alakjának leírása és rendszerezése. A képen változatos alakú növényi levelek

A morfológia (morphologia) vagy alaktan a biológia egyik alapvető tudományterülete. Feladatköre az élőlények külső alakjának, kinézetének, tagolódásának vizsgálata és leírása. A növénytanban (botanika) nagyobb szerepe van, mivel a növény szervei a test felületén találhatók, és nem képeznek olyan zárt rendszert, mint az állatokban . A morfológia legrégibb ága az alapalaktan, mely csak a külső, szabad szemmel látható részleteket vizsgálja. Ez a növénytanban megegyezik a tulajdonképpeni szervtannal (organográfia, organographia), amelyet külső alaktannak is nevezünk. Az állatszervtan (zoo-organográfia) nem rokonértelmű fogalom a külső állatalaktannal, éppen a fent említett állati és növényi szerveződés különbsége miatt. Az állatok belső morfológiája tulajdonképpen a szervtan és a szövettan (hisztológia, hystologia) együttesen, míg a növények belső morfológiája a szervek szöveti felépítésének tudománya, tehát a szövettan mind az állat-, és mind a növényanatómiában a belső morfológia. A sejtszintű kutatás a mikromorfológia (micromorphologia) feladatköre, de nem tartozik a vizsgálati területei közé a sejtek működésének tanulmányozása.